# Western Airlines

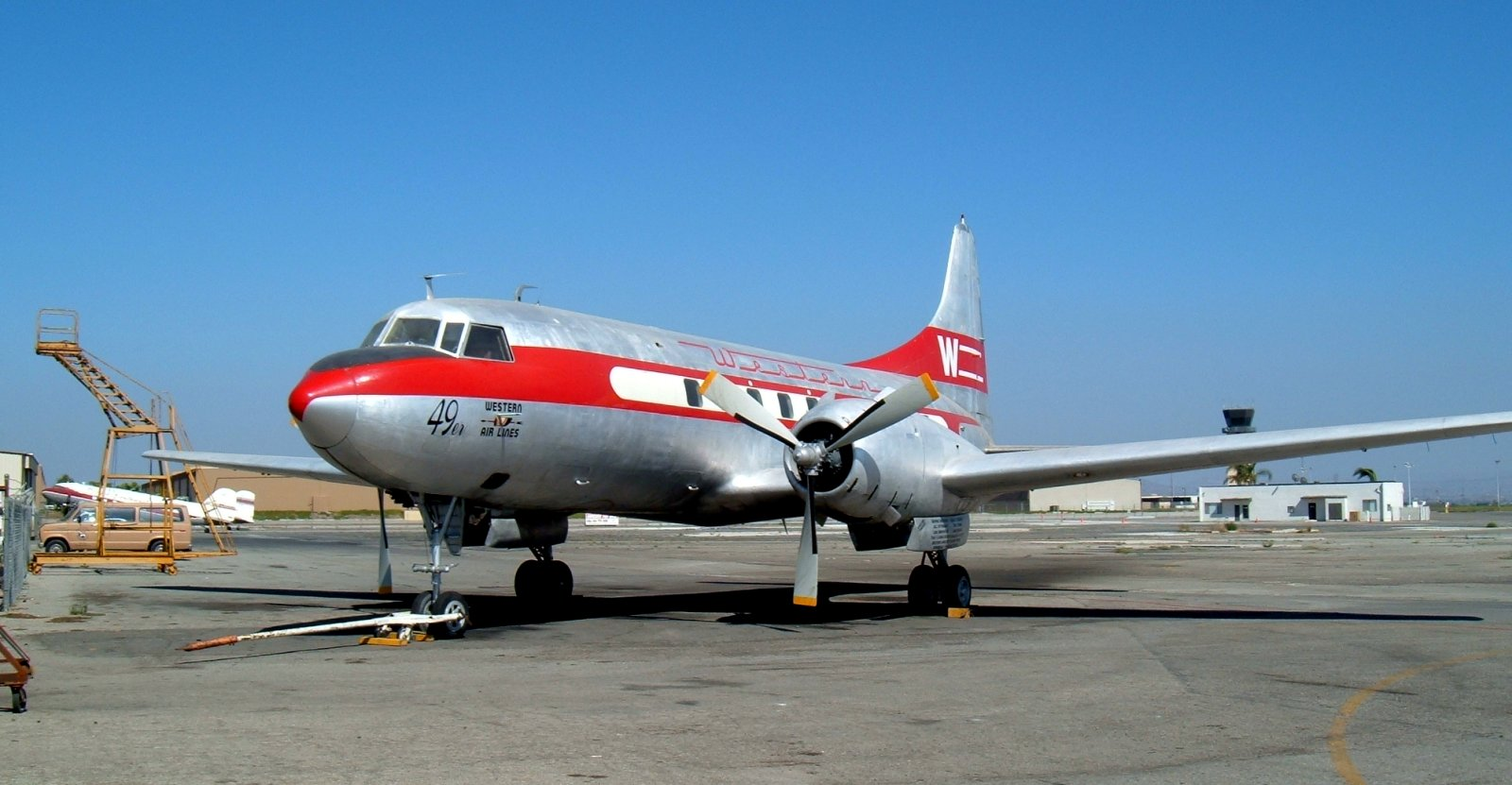
Una nueva restauración del Convair 240 con los esquemas de color de Western Airlines.

Western Airlines fue una aerolínea de gran envergadura con base en California, con operaciones en todo el oeste de los Estados Unidos, y con bases en el Aeropuerto Internacional de Los Ángeles, el Aeropuerto Internacional de Salt Lake City, y el antiguo Aeropuerto Internacional de Stapleton en Denver.

## Historia

### Western Air Express
En 1925, el Servicio Postal de los Estados Unidos comenzó a dar contratos a las aerolíneas para transportar el correo aéreo en el interior del país. Western Airlines apareció por primera vez en 1925 como Western Air Express a las órdenes de Harris Hanshue. Operaba, y por esta fue premiada, la larga  Ruta de Correo Aéreo #4 (CAM-4) de 650 millas de largo que volaba de Salt Lake City, Utah a Los Ángeles. En abril de 1926, se efectuó el primer vuelo de Western con un avión Douglas M-2. Comenzó a ofrecer vuelos de pasajeros un mes más tarde, cuando su primer vuelo comercial de pasajeros despegó de Woodward Field.  Ben F. Redman (entonces presidente de la cámara de comercio de Salt Lake City) y J.A. Tomlinson cargaron las sacas de correo aéreo de los Estados Unidos y volaron con el piloto C.N. "Jimmy" James en su vuelo de entrega de correos de ocho horas a Los Ángeles.  Este fue el primer vuelo comercial de pasajeros de una aerolínea en la historia de los Estados Unidos.

### Transcontinental y Western Airlines
La compañía fue reestructurada en 1928 como Western Air Express Corp. Luego, en 1930, compró Standard Airlines, filial de Aero Corp. of Ca. fundada en 1926 por Paul E. Richter, Jack Frye y Walter Hamilton. WAE con aviones Fokker se fusionó con Transcontinental Air Transport para formar TWA.

### General Air Lines
En 1934, Western Air Express era parte de TWA y pronto la antigua corporación se vio obligada a cambiar el nombre a General Air Lines, regresando al nombre Western Air Express después de algunos meses.

### Western Airlines
En 1941 Western Air Express cambió su nombre a Western Air Lines, que fue más tarde corregido a Western Airlines.
El 15 de julio de 1957 con un avión DC-6B la primera ruta internacional inició Western Airlines desde Los Ángeles a la Ciudad de México.
Después de la Segunda Guerra Mundial, Western se amplió para convertirse en una gran aerolínea regional, introduciendo vuelos con Lockheed Constellation, Douglas DC-6, y Lockheed Electra. Se fusionó en 1967 con Pacific Northern Airlines y a finales del 60 intentó convertirse en una compañía "a reacción", añadiendo Boeing 707, B727 y B737 a su flota de Boeing 720. El 23 de abril de 1973, Western añadió los aviones McDonnell Douglas DC-10-10  a su flota, publicitando sus cabinas anchas como "cohetes espaciales".

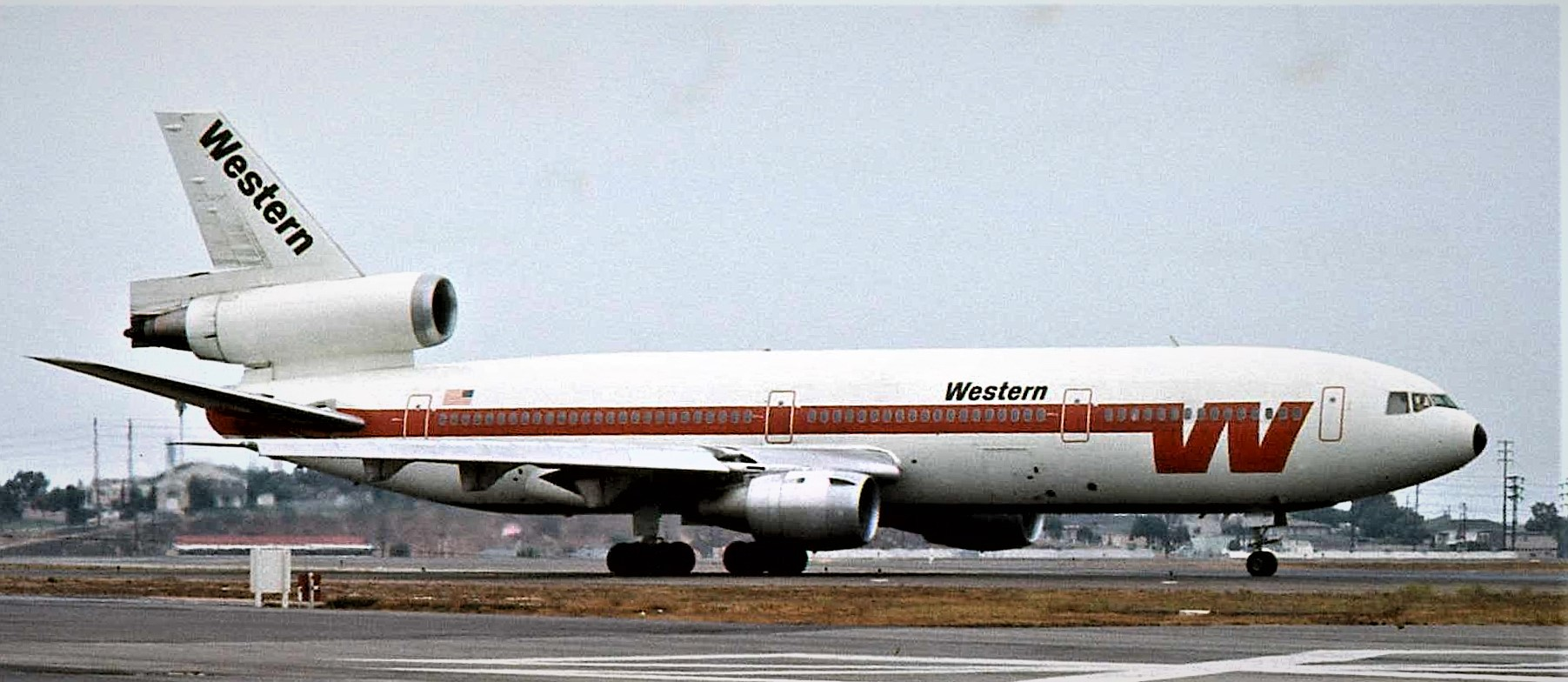
Un DC-10 de la Western Airlines.

Western tenía su base en Los Ángeles, California. Sus bases de operaciones más grandes estaban en LAX y Salt Lake City, Utah. Antes de la desregularización aérea, tenían pequeñas ciudades focales en Las Vegas, Nevada y Denver-Stapleton.
En su momento álgido de los 70 y 80, Western volaba a muchas ciudades en todo el oeste de los Estados Unidos, y a varios destinos en México (Ciudad de México, Puerto Vallarta, Acapulco, Ixtapa/Zihuatanejo y Mazatlán), Alaska (Anchorage y Fairbanks), Hawái (Honolulú, Maui y Kona), y Canadá (Vancouver, Calgary y Edmonton).  Western también poseía una gran estructura de rutas interestatales dentro de su estado de California, compitiendo fuertemente con PSA y AirCal. 
El 26 de abril de 1981, Western Airlines comenzó a efectuar vuelos internacionales desde Anchorage y Denver al Aeropuerto de Londres-Gatwick "The Londoner" con los aviones DC-10-30 (N821L) Así como amplió su red de aeropuertos en la Costa Este a destinos como a Washington-Dulles, el Aeropuerto Internacional Libertad de Newark y Boston-Logan, Western Airlines se convirtió en un importante patrocinador de Bob Barker presentador del programa televisivo El Precio Justo, para intentar atraer más clientes desde el Este y que a partir de entonces frecuentase la compañía. 
A finales de los 70, Western Airlines y Continental Airlines tuvieron diálogos para fusionar la compañía, aunque nunca llegaron a ningún acuerdo de fusión.

### Delta Air Lines
A principios de los 80, Air Florida intentó comprar Western Airlines, pero solo se logró hacer con el 16 por ciento de las acciones. Finalmente, el 9 de septiembre de 1986 Western Airlines fue adquirida por Delta Air Lines, y se fusionó totalmente con esta aerolínea el 1 de abril de 1987. Después de la fusión, Delta utilizó el nombre de Western Airlines de vez en cuando. Delta mantuvo la antigua base de operaciones de Western en Salt Lake City, y utilizó el aeropuerto internacional de Los Ángeles como mayor puerta de acceso a multitud de destinos vacacionales a México.

## Incidentes y accidentes
- El 12 de enero de 1937, el Boeing 247 de Western Air Express, en vuelo de Salt Lake City a Burbank se accidentó cerca de Newhall, California, matando a Martin Johnson de Martin y Osa Johnson.
- En la noche del 20 de abril de 1953, el vuelo 636 de Western Airlines, efectuaba el último tramo del itinerario Los Ángeles-San Francisco-Oakland, descendió por debajo de la altitud mínima recomendada de 500 pies y se estrelló en las aguas de la bahía de San Francisco, matando a ocho de las diez personas a bordo del Douglas DC-6 de la aerolínea.
- El 31 de octubre de 1979, el vuelo 2605 de Western Airlines se estrelló mientras aterrizaba en el Aeropuerto Internacional Benito Juárez en Ciudad de México, matando a las 72 personas a bordo.[2] La tripulación del DC-10 aterrizó en una pista errónea y el avión impactó con los vehículos de la construcción que estaban en la pista que se encontraba cerrada.